# Lev livet let
Lev Livet let er en dansk spillefilm (en farce) fra 1944 instrueret af Stig Lommer efter manuskript af John Olsen. 

## Handling
En ung pige, Grete, af den friske naturlige type, som der findes adskillige af i en stor by, søger en plads. En veninde betror hende hemmeligheden ved at vinde frem. Hun skal finde ud af, hvilken "hobby" hendes kommende chef har og føre samtalen ind på det, der interesserer ham. Mens hun i håbet om en stilling besøger "Morgenbladet", træffer hun den unge Anders, der er stik-i-rend-dreng mellem bladets forskellige afdelinger, og de forenes hurtigt i en fælles hobby: kriminalromaner.

## Medvirkende i udvalg
- Christian Arhoff
- Lily Broberg
- Rasmus Christiansen
- Carl Fischer
- Erika Voigt
- Per Buckhøj
- Helge Kjærulff-Schmidt
- Vera Gebuhr
- Sigrid Horne-Rasmussen
- Henry Nielsen
- Viggo Brodthagen